# آن طومبسون
آن طومبسون (بالإنجليزية:  Anne M. Thompson)‏ عالمة أمريكية مختصة كيمياء الغلاف الجوي وتغير المناخ، تتركز أعمالها على كيفية تأثير النشاطات البشرية على كيميائية الغلاف الجوي. وهي عضو حالي في الفريق العلمي لناسا للصحة وجودة الهواء.